# Estación de Contumil
La Estación Ferroviaria de Contumil, igualmente conocida como Estación de Contumil, es una plataforma ferroviaria de la línea del Miño, que sirve a la zona de Contumil, en la ciudad de Porto, en Portugal.

## Caracterización

### Localización y accesos
Esta plataforma se encuentra en la ciudad de Porto, teniendo acceso de transporte por la Calle de la Estación de Contumil.

### Descripción física
En 2004, la Estación comprendía 11 vías de circulación. En 2010, también existían las mismas 11 vías de circulación, cuya extensión variaba entre los 63 y los 481 metros; las plataformas medían 210 y 180 metros de longitud, y una altura de 90 centímetros.

## Historia
A finales del siglo XIX, estuvo en discusión la forma en que debería ser efectuada la vinculación ferroviaria entre el Puerto de Leixões y la red ferroviaria nacional; una de las propuestas, presentada por el Consejo Superior de Obras Públicas, defendió la construcción de la línea a partir del kilómetro 2,5 de la Línea del Miño, en Contumil, donde debería ser construida una estación.